# Inscription pharaonique de Tayma
 (décembre 2022).
L'inscription pharaonique de Tayma est un pétroglyphe hiéroglyphique trouvé près de l'oasis de Tayma dans la région de Tabuk, en Arabie saoudite. Elle a été découverte par des archéologues locaux en 2010. La gravure rupestre a été trouvée à environ quatre-cents kilomètres au nord de Médine et au nord-est de l'ancien site nabatéen de Madâin Sâlih. Il s'agit de la première épigraphie hiéroglyphique découverte dans le Royaume.
Selon le vice-président de la Saudi Commission for Tourism and Antiquities (SCTA) chargé des antiquités et des musées, Ali Ibrahim Al-Ghabban, le pétroglyphe contient une inscription appartenant au pharaon Ramsès III (XXe dynastie).